# Apostolische Administratur Südalbanien
Die Apostolische Administratur Südalbanien (lat.: Apostolica Administratio Albaniae Meridionalis) ist ein Verwaltungsbezirk der katholischen Kirche in Albanien, der in seinen Funktionen einem ordentlichen Bistum weitgehend gleichgestellt ist. Er umfasst die südliche, traditionell kaum von Katholiken bewohnte Hälfte Albaniens vom Fluss Shkumbin im Norden bis zur griechischen Grenze im Süden. Sitz des bischöflichen Administrators ist  die Hafenstadt Vlora.

## Organisation
Offiziell ist die südalbanische Administratur seit ihrer Einrichtung im Jahr 1939 ein Bistum. Sie ist auch das Gebiet der Albanischen griechisch-katholischen Kirche, in der der byzantinische Ritus Verwendung findet.

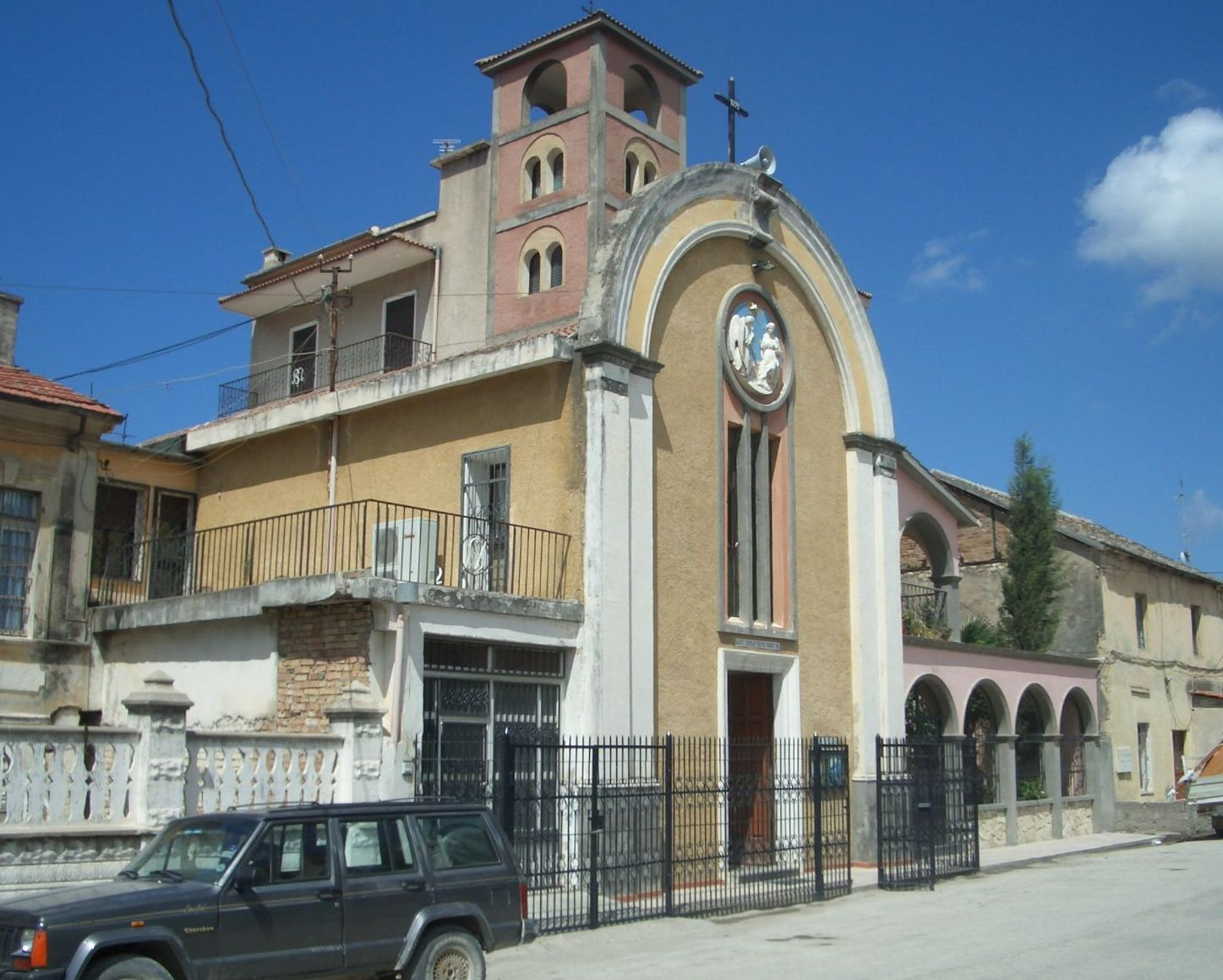
Die katholische Kirche von Vlora wurde in den 1920er Jahren errichtet. Sie ist der einzige erhaltene ältere katholische Kirchenbau im Gebiet der Administratur.

Der seit Anfang der 1990er Jahre begonnene Wiederaufbau nach dem kommunistischen Religionsverbot wird vor allem von auswärtigen Priestern und Ordensleuten getragen, die der lateinischen Tradition entstammen. Deshalb wird heute bei den Katholiken Südalbaniens die Heilige Messe fast ausschließlich nach römischen Ritus gefeiert. Nur in einer Pfarrei in Elbasan wird noch der byzantinische Ritus gepflegt.
Im flächenmäßig größten albanischen Jurisdiktionsbezirk leben um die 3600 Gläubige (2014), die von acht Priestern (2014) betreut werden. Daneben sind in Südalbanien knapp hundert Ordensbrüder und -schwestern tätig. Neben elf kanonischen Pfarreien gibt es eine Reihe Seelsorgestationen für die sehr verstreut lebenden Katholiken. Apostolischer Administrator ist seit 2017 Giovanni Peragine CRSP. Der Amtssitz des Administrators ist seit 2008 Vlora. In der ehemaligen Bischofsstadt Fier haben im selben Jahr drei slowakische Franziskaner die Seelsorge übernommen.

## Geschichte
Die Ursprünge der katholischen Albaner des östlichen Ritus liegen in der Zeit zwischen 1628 und 1765, als an den Küsten von Epirus kleine Gemeinden lebten, die mit Rom verbunden waren. Ohne jegliches Wachstum und geschwächt durch zahlreiche Auswanderer nach Italien, die Teil der bis heute bestehenden Italo-Albanische Kirche wurden, kam es erst an der Wende zum 20. Jahrhundert zu einem kleinen Aufschwung, als ein orthodoxer Priester konvertierte und eine neue Gemeinde errichtete, die 1912 schon etwa 120 Gläubige zählte und bis 1940 auf etwa 400 Mitglieder anwuchs. Unterstützung fand die kleine Gemeinschaft seit 1938 bei ihren Glaubensbrüdern der Italo-albanischen Kirchen, die einstmals von ihnen ausgegangen war und die ihnen nun einige Mönche aus der Abtei Grottaferrata sandten. Im folgenden Jahr (1939) wurde die Apostolische Administratur errichtet; erster Administrator war Leone Giovanni Battista Nigris. Der Apostolische Delegat wurde jedoch bereits 1945 vertrieben.
Das katholische Leben war im vorwiegend orthodoxen und muslimischen Südalbanien schon vor dem Zweiten Weltkrieg nur sehr schwach entwickelt. Durch das Religionsverbot der albanischen Kommunisten von 1967 war es fast völlig erloschen. 
2003 wurde die Administratur der Erzdiözese Durrës-Tirana unterstellt.

## Apostolische Administratoren von Südalbanien
- Leone Giovanni Battista Nigris (1940–1945, zurückgetreten)
- Vinçenc Kolë Prennushi OFM (1946–1949, gestorben)
- Ivan Dias (1991–1996, gleichzeitig Apostolischer Nuntius in Albanien, dann Erzbischof von Bombay)
- Hil Kabashi OFM (1996–2017)
- Giovanni Peragine B (2017–2024, dann Koadjutorerzbischof von Shkodra-Pult)
- Sedisvakanz (seit 2024)